# 同戛乌头
同戛乌头（学名：Aconitum hicksii）为毛茛科乌头属下的一个种。

## 扩展阅读
- 維基物種上的相關：同戛乌头